# L'unico pericolo
L'unico pericolo è un singolo del cantautore italiano Ermal Meta, pubblicato l'8 marzo 2024 come secondo estratto dal quinto album in studio Buona fortuna.

## Video musicale
Il video, diretto dai YouNuts! e i Broga's, è stato reso disponibile in concomitanza con il lancio del singolo attraverso il canale YouTube del cantante. Il video vede la partecipazione della ballerina Elena D'Amario e dell'attore Rocco Fasano.

## Tracce
Testi e musiche di Ermal Meta, Giovanni Pollex e Simone Pavia.
1. L'unico pericolo – 3:14

## Formazione
Hanno partecipato alle registrazioni, secondo le note di copertina di Buona fortuna:
Musicisti
- Ermal Meta – voce, basso, chitarra elettrica, programmazione, sintetizzatore, cori, arrangiamento
- Emiliano Bassi – batteria
- Roberto Cardelli – pianoforte
- Enrico Brun – programmazione aggiuntiva
- Stefano Milella – sintetizzatore aggiuntivo
- Room9 – programmazione aggiuntiva

Produzione
- Ermal Meta – produzione, registrazione, missaggio
- Enrico Brun – produzione
- Room9 – produzione
- Antonio Baglio – mastering